# Sołomerecze
Sołomerecze (biał. Саламарэчча, ros. Соломоречье) – wieś na Białorusi, w obwodzie mińskim, w rejonie mińskim, w sielsowiecie Józefowo.
Dawniej miasteczko i dobra. Gniazdo rodowe kniaziów Sołomereckich, będących gałęzią Rurykowiczów. W 1578 roku w Sołomereczach zmarł Jan (Iwan) Sołomerecki. Był to od 1569 roku pierwszy kasztelan mścisławski z nadania króla Zygmunta Augusta. Córką Jana Sołomereckiego była Barbara Sołomerecka, słynna awanturnica, trucicielka i morderczyni. Sołomereccy w drugiej połowie XVI wieku zbudowali tu zameczek i cerkiew, a posiadali Sołomerecze aż do wygaśnięcia rodu w 1641, kiedy to po kądzieli przeszły na własność Stetkiewiczów, a następnie innych rodów. W 1745 cześnik smoleński Michał Golejewski zakupił Sołomerecze za 110000 zp.
W czasach Rzeczypospolitej ziemie te leżały w województwie mińskim. Odpadły od Polski w wyniku II rozbioru. W granicach Rosji wieś należała do ujezdu mińskiego w guberni mińskiej. Ponownie pod polską administracją w latach 1919–1920 w okręgu mińskim Zarządu Cywilnego Ziem Wschodnich.